# Stilleben
Stilleben (via tysk: Still-leben, "stille liv") fra nederlandsk: stilleven. På fransk nature morte, "død natur") er en foto- og malerteknisk stilart, der viser opsætninger af livløse genstande – oftest smukt dækkede borde eller blomster.

## Stilens oprindelse

### Før 1600-tallet
Det er vanskeligt at spore den præcise historie bag stilen.
Stilleben kan spores helt tilbage til den tidlige orientalske og egyptiske kunst i egyptiske gravmalerier; vægmotiverne her er ofte mad og brugsgenstande, og der menes at være sammenhæng med de dødes behov i det næste liv. De gamle grækere og romere har ligeledes anvendt stilleben. Både friserne i Pompeji og legenden om Zeuxis og Parrhasius fortæller, hvor stor pris romerne satte på kunstnerisk teknik.

### 1600- til 1900-tallet
Det var først i den sene middelalder og tidlige renæssance, at begrebet dukkede om som en selvstændig stilart, hvor kunstnerne gjorde meget ud af opsætning, placering, udformning og lyssætning, uanset om motiverne var religiøse eller ej. Det var især i Nordeuropa udviklingen skete, og de første referencer til en egentlig stilart er fra 1650'ernes Holland; stilleven. Senere har kunstnerne udviklet det til en fuldstændig naturtro gengivelse af opstillingerne. Nogle kunstnere lagde vægt på særlige motiver, der har været med til skolingen af stilarten: Jan van Huysum (hollandsk, blomster), Jan van Eyck (hollandsk, religiøse ikoner), Abraham van Beyeren (hollandsk, fisk og Jean-Baptiste Chardin (fransk, køkkengrej og fødevarer) regnes for at have udviklet stilarten mest.
Drivkraften fra især hollænderne var den reformerede hollandske kirke, der i 1500-tallet krævede stor udbredelse af religiøs kunst; det skabte behov for alternative stilarter med religiøse hentydninger.
Motiverne var ofte overdådige banketter med fint service og bestik, fyldt med lækre og eksklusive retter, store overdådige buketter af sjældne og dyre blomster eller symboler på død og elendighed med knogler og kranier, timeglas eller et næsten nedbrændt lys (vanitas-motiver). Alle disse motiver kunne give et alibi for de strenge religiøse krav, idet der ofte var mulighed for fortolkninger om overflod og forfængelighed. Billederne fra denne periode viser ofte overmodne frugter med både fluer og andre skadedyr. Udbredelsen skete først og fremmest i Flandern, Spanien, det nordlige Italien og Frankrig; i Frankrig var det især adelen, der var drivkraften, og den behøvede ikke de moralske undertoner. Rokokotiden gav anledning til en afgrænsning af denne stil trompe l'oeil ("synsbedrag").
Med dannelsen af egentlige kunstakademier opstod der en formel skoling i malerkunsten. Den lærte om de forskellige stilarter og deres rangordning (hierarki) ved at lægge vægt på temaets og motivets tyngde, det der gav kunsten værdi. Stilleben var i lang tid bundet af denne rangorden, mens religiøse og historiske motiver var øverst. Først da selve den skolede kunst var blevet en del af historien, fik stillebenet en renæssance. Både impressionisterne og postimpressionisterne var mere optaget af selve den tekniske gengivelse, end hvad der lå til model for den, og her var stillebenet velegnet, hvorfor det vandt udbredelse. Henri Fantin-Latour er fx næsten udelukkende kendt for sine blomsterbilleder og Vincent van Goghs Solsikker er et godt eksempel på stilleben, mens Paul Cézannes geometriske behandlinger af gengivelsen åbnede nye fortolkninger af, hvad stilleben kunne være.

### 1900-tallets stilleben
Videreføringen fra Cézannes stilleben findes i mange af de store kunstnere i perioden 1900 – 1920.
Både Picasso, Georges Braque og Juan Gris malede stilleben – ofte med musikinstrumenter, og gav herfra udspring til den syntetiske kubisme, der beskæftigede sig med collager.
I USA, hvor kunstnerne havde været uden indflydelse af de akademiske restriktioner, var stilleben i begyndelsen af 1900-tallet især koncentret omkring Philadelphia. Kombinationen af den amerikanske realisme og kubisme gav arbejder på en særlig variant, som blev skabt af kunstnere som Georgia O'Keeffe, Stuart Davis og Marsden Hartley, foruden tidlige fotografiske værker af Edward Weston.
Meget "pop art" (som Andy Warhols "Campbell's Soup Cans") er udledt af det klassiske stilleben, men selve udgangspunktet for værkerne er hverken naturtro gengivelser eller geometriske udfordringer, men det at udstille kommercielle produkter og selve kommercialismen.
Med den fototekniske udvikling opstod der fotografiske udgivelser af stillebenet; fotorealismen. Op gennem 1970'erne blomstrede stilleben derfor igen, denne gang som fotografier.
De moderne computeres processorkraft gav med tiden mulighed for at rendere stillebens motiver, og nogle af de første og mest klassiske rendering er med stillebensmotiver.
Indførelsen af digitalkameraer og den lettere tilgængelighed til avanceret fotoudstyr, har givet stillebenet sin fjerde renæssance; moderne stillebens opstillinger overføres typisk direkte til computeren, hvor de bliver redigeret med et billedbehandlingsprogram som Photoshop.

## Ordets oprindelse
Ordet er oprindeligt afledt af det nederlandske ord stilleven, der igen kommer fra stil ("stille") og leven ("liv"). Med tiden er den tyske variant, der bygger på ordene stilles og Leben, blevet mest udbredt.